# Nine Derieux
Francine ou Nine Derieux (état-civil inconnu) est une chanteuse, artiste de café-concert et demi-mondaine de la Belle Époque, active de 1886 à 1900.

## Biographie

### Identité et jeunesse
Selon les informations relayées dans un article paru dans Gil Blas en 1900, Nine Derieux serait née à Paris en 1874 de parents belges fortunés. Elle aurait été élevée dans un couvent des environs de Paris, aurait reçu une éducation musicale très complète, notamment en chant et piano. Après avoir brièvement travaillé comme modiste, elle aurait débuté sur scène à Tours. Toutefois, aucune preuve ne vient étayer cette version.
D'autres sources la présentent plus sérieusement comme la sœur de la chanteuse comique Élise ou Lise Derieux, dont la carrière, plus discrète, est également documentée entre 1886 et 1900. Les deux sœurs apparaissent d'ailleurs assez souvent ensemble dans les mêmes programmes tout au long de leurs quinze années d'activité sur scène.

### Carrière
Nine Derieux a probablement débuté sous le nom de Francine Derieux, aux côtés de sa sœur Élise, en 1886 au théâtre du Palais-Royal, dans La Briguedondaine. Elle aurait ensuite joué au café-concert à Tours, chanté l'opérette aux Bouffes-Parisiens, sous les directions d'Oscar de Lagoanère et Félix Larcher, en tant que figurante dans Miss Helyett. Elle y joue, sous le nom de scène Derieu, le rôle de Rosa en 1890, puis celui de Norette l'année suivante et jusqu'en mars 1892. Le nom de Nine Derieux apparaît pour la première fois dans la presse en avril 1892, tandis qu'elle entame les représentations d'Une poire pour la soif, puis réapparaît en 1895, alors qu'elle joue à La Cigale. En 1894, elle est engagée à Vichy.
Séduite par les offres des directeurs de spectacles-concerts, elle est engagée en 1896 à la Scala où elle joue avec Yvette Guilbert et Polaire,,, dans des revues où apparaissent déshabillées Émilienne d'Alençon et Lise Fleuron.
Nine Derieux fréquente le Palais de Glace, endroit à la mode où se produisent les théâtreuses et les demi-mondaines comme Liane de Lancy, Eugénie Fougère, Jane Derval ou encore Clémence de Pibrac.
Durant les étés 1897 et 1898, elle chante à Saint-Pétersbourg. Elle fait partie du comité féminin, présidé par Clémence de Pibrac et Liane de Lancy, qui distribue les invitations pour le bal du carnaval au Moulin de la Galette en 1898,. Ses photos sont publiées dans le catalogue La Référence des portraits contemporains, publié par la librairie Nilsson, en 1898, 1899 et 1900.
En 1900, la presse raconte qu'un riche « prince russe » s'est épris d'elle, lui a proposé de l'épouser, de quitter la scène et de vivre en Russie avec lui. Elle quitte la Scala en février 1900 où elle est remplacée par Lise Fleuron,,. En 1901, un article annonce qu'elle ne s'est finalement pas mariée et a été vue à Monte-Carlo, amincie et désormais brune.
Son nom apparaît une dernière fois dans un article de 1908, qui évoque à nouveau l'histoire de son mariage miraculeux et raconte qu'« on la rencontre parcourant les grandes allées qui sillonnent ses vastes propriétés, au grand trot de deux chevaux blancs comme neige, attelés à sa troïka, et les paysans s'inclinent jusqu'à terre, sur son passage, c'est "Madame la princesse qui passe !" »,. On perd toute trace d'elle après cette date.

## Spectacles
- 1886 : La Briguedondaine, revue en 3 actes et 5 tableaux de Paul Ferrier, Gaston Jollivet, Charles Clairville et Ernest Depré, au théâtre du Palais-Royal (7 septembre) : Totole / Madame de Bigoudis[5]
- 1890 : Miss Helyett, opérette en 3 actes de Maxime Boucheron, musique d'Edmond Audran, au Bouffes-Parisiens (12 novembre) : Rosa / Norette[7],[10]
- 1892 : Une poire pour la soif, vaudeville en 1 acte de Marc Sonal et Victor Gréhon, au Bouffes-Parisiens (27 avril) : Angélina[26]
- 1893 : Tout à la scène !, revue en 4 actes et 7 tableaux de Victor de Cottens et Paul Gavault, au Théâtre Moderne (1er janvier) : l'Amérique du Nord.
- 1894 : Champignol, compère malgré lui, revue en 2 actes et 4 tableaux de Victor de Cottens et Paul Gavault, à La Foumi (31 janvier) : la commère[27]
- 1895 : Cassons du sucre !, revue en 2 actes et 5 tableaux d'Armand Numès et Léon Nunès, à La Cigale (2 janvier)[9]
- 1895 : Paris en bateau, revue en 2 actes et 3 tableaux de Léon Xanrof et Léon Nunès, à La Cigale (5 août)[28].
- 1895 :  Ki-Ki-Ri-Ki, japonaiserie en un acte de Julien Sermet et Louis Battaille, à La Cigale (28 décembre)[29],[30].
- 1896 : La Maison Ballochard, pièce en un acte de Jean Mongerolles, à la Scala (11 avril)[31].
- 1896 : À nous les femmes !, revue en 2 actes et 4 tableaux de P.-L. Flers, musique de Charles Raiter, à la Scala (10 décembre)[15].
- 1897 : Tout Paris chez la Païva, revue en un acte, chez Cubat à l'Hôtel de la Païva (9 janvier)[32],[33].
- 1897 : Paris-Démoli, revue en 2 actes et 5 tableaux de Georges Chauvin et Henri Fursy, à la Scala (13 mai)[34].
- 1897 : Ko-Ko-Ri-Ko, revue en 2 actes et 6 tableaux de P.-L. Flers, musique de Charles Raiter, à la Scala (7 décembre) : le Pont / l'Avocate / la Cocotte en papier.
- 1898 : Psst ! Psst !, revue en un acte de Jules Oudot et Henri de Gorsse, à la Scala (26 avril)[35].
- 1899 : En voilà de la chair !, revue en 2 actes et 10 tableaux de P.-L. Flers, musique de Charles Raiter, à la Scala (23 décembre) : Mme Roublard / la Machine universelle[36],[37],[38],[39].
- 1899 : Paris boycocotté, revue en 2 actes et 7 tableaux d'Eugène Héros et Charles Mougel, à la Scala (23 décembre) : la commère[40],[41],[42],[43].

## Répertoire

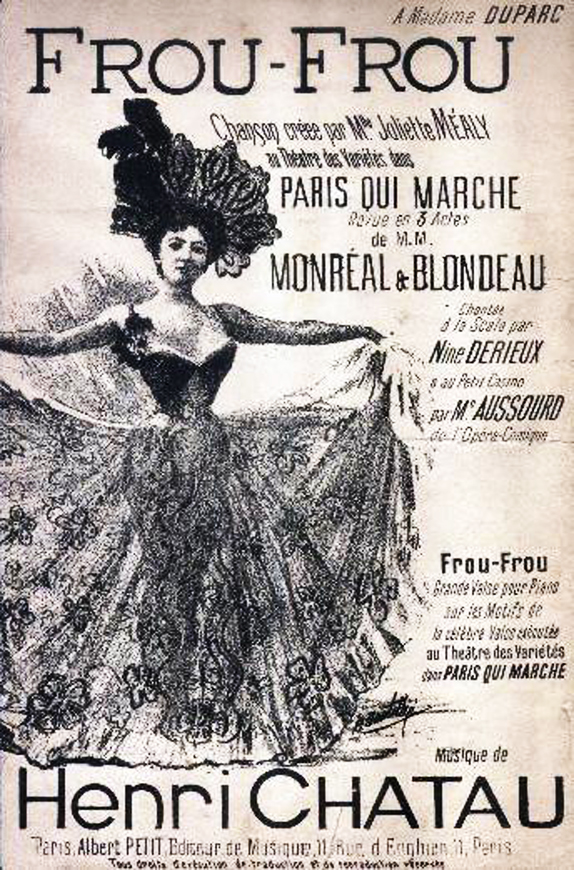
Frou-Frou

- J'escorte le régiment, musique de Rodolphe Berger, paroles de Puck et Darcourt, créée par Andhrée Viviane au Casino de Paris[12].
- Vous n'êtes pas Parisienne !, d'Alexandre Trébitsch[44].
- Le Train de l'amour[45].
- Frou-Frou.